# Phaseolus nelsonii
Phaseolus nelsonii är en ärtväxtart som beskrevs av Marechal och Al. Phaseolus nelsonii ingår i släktet bönor, och familjen ärtväxter. Inga underarter finns listade i Catalogue of Life.